# Colostethus dysprosium
Colostethus dysprosium là một loài ếch thuộc họ Dendrobatidae.
Đây là loài đặc hữu của Colombia.
Môi trường sống tự nhiên của chúng là sông ngòi, đầm nước ngọt và đầm nước ngọt có nước theo mùa.